# Matamata-Piako District
Der Matamata-Piako District ist eine zur Region Waikato zählende Verwaltungseinheit in Neuseeland. Der Rat des Distrikts, Matamata-Piako District Council (Distriktrat) genannt, hat seinen Sitz in der Stadt Te Aroha, ebenso wie die Verwaltung des Distrikts.

## Geographie

### Geographische Lage
Der Matamata-Piako District ist mit 1755 km² reiner Landfläche der drittkleinste Distrikt in der Region Waikato. Mit 31.536 im Jahr 2013 gezählten Einwohnern kommt der Distrikt auf eine Bevölkerungsdichte von 18,0 Einwohner pro km².
Die Westliche Grenze des Distriktes wird von dem Waikato District gebildet. Im Norden ist dies der Hauraki District, im Osten der Western Bay of Plenty District, der bereits zur Region Bay of Plenty gezählt wird und im Süden teilen sich die Grenze der Waipa District und der South Waikato District auf. Die Landschaft des Distriktes ist durch den südlichen Teil der Hauraki Plains und er östlich davon liegenden Kaimai Range geprägt.
Die größten Städte des Distriktes sind der Reihe nach Morrinsville mit rund 6600 Einwohnern, Matamata mit rund 6300 Einwohnern und Te Aroha, die mit rund 3750 Einwohnern die Verwaltung des Distrikts beherbergt.

### Klima
Das Klima des Distriktes ähnelt dem Klima des nördlich liegenden Hauraki Districts. Die Tagestemperaturen liegen im Sommer zwischen 22 °C und 26 °C, im Winter zwischen 10 °C und 16 °C.

## Bevölkerung

### Bevölkerungsentwicklung
Von den 31.536 Einwohnern des Distrikts waren 2013 4491 Einwohner Māori-stämmig (14,2 %). Das durchschnittliche Einkommen in der Bevölkerung lag 2013 bei 29.700 NZ$ gegenüber 28.500 NZ$ im Landesdurchschnitt.

### Herkunft und Sprachen
Die Frage nach der Zugehörigkeit einer ethnischen Gruppe beantworteten in der Volkszählung 2013 86,3 % mit Europäer zu sein, 14,8 % gaben an Māori-Wurzeln zu haben, 1,6 % kamen von den Inseln des pazifischen Raums und 3,9 % stammten aus Asien (Mehrfachnennungen waren möglich). 13,1 % der Bevölkerung gab an in Übersee geboren zu sein und 3,6 % der Bevölkerung sprachen Māori, unter den Māori 21,4 %.

## Politik

### Verwaltung
Der Matamata-Piako District ist selbst noch einmal in drei Wards eingeteilt, dem Te Aroha Ward, dem Matamata Ward und dem Morrinsville Ward. Während der Te Aroha Ward drei Councillors (Ratsmitgliedern) in den District Council entsendet, sind es in den anderen beiden je vier. Zusammen mit dem Mayor (Bürgermeister) bilden sie den District Council (Distriktsrat). Der Bürgermeister und die zwölf Ratsmitglieder werden alle drei Jahre neu gewählt.

## Wirtschaft
Der Distrikt zählte im Jahr 2013 5228 Unternehmen mit insgesamt 16.348 Beschäftigten. Das Bruttoinlandsprodukt (engl. GDP) des Distriktes lag im gleichen Zeitraum bei rund 1,6 Mrd. NZ$, wobei die beiden bedeutsamsten Wirtschaftszweige das produzierende Gewerbe mit 25,2 % Anteil am GDP und die Land- und Forstwirtschaft mit 24,6 % darstellten. Innerhalb dieser Kategorien hatte die Milchwirtschaft mit 19,3 % den größten Anteil, gefolgt von der Fleischproduktion und -verarbeitung mit 9,2 %.

## Infrastruktur

### Verkehr
Verkehrstechnisch angebunden ist der Distrikt durch den New Zealand State Highway 1 der den Distrikt lediglich im Südwesten durchkreuzt und durch die State Highways 22, 26, 27, 28 und 29, die alle den Distrikt in unterschiedlichen Richtungen durchkreuzen.

## Sehenswürdigkeiten
- In der Distriktsverwaltungsstadt Te Aroha ist der einzige Kaltwassergeysir der südlichen Hemisphäre zu besichtigen, der Mokena Geyser. Er befördert in einem Intervall von  40 Minuten jeweils rund 28.000 Liter Wasser zu Tage.[10]